# جون ألويسي
جون ألويسي (بالإنجليزية: John Aloisi)‏، من مواليد 5 فبراير 1976 في أديليد في أستراليا، لاعب كرة قدم أسترالي.
بدأ مسيرته الكروية مع نادي أديليد سيتي في موسم 1991/1992، ولعب معهم مباراة واحدة، وفي موسم 1992/1993 انتقل إلى نادي ستاندارد لياج البلجيكي، وفي عام 1993 انتقل إلى نادي رويال أنتويرب البلجيكي، ولعب معهم حتى عام 1995، وشارك معهم في 35 مباراة وسجل 7 أهداف، وفي عام 1995 انتقل إلى نادي كريمونيسي الإيطالي، ولعب معهم حتى عام 1997، وشارك معهم في 48 مباراة وسجل 4 أهداف، وفي موسم 1997/1998 انتقل إلى نادي بورتسموث الإنجليزي، وشارك معهم في 68 مباراة وسجل 29 هدف، وفي عام 1998 انتقل إلى نادي كوفنتري سيتي الإنجليزي، ولعب معهم حتى عام 2001، وشارك معهم في 47 مباراة وسجل 13 هدف، وفي عام 2001 انتقل إلى نادي أوساسونا الإسباني، ولعب معهم حتى عام 2005، وشارك معهم في 116 مباراة وسجل 28 هدف، ومنذ عام 2005 وهو يلعب مع نادي ألافيس الإسباني.
و قد بدأ باللعب مع منتخب أستراليا لكرة القدم منذ عام 1997.

## كأس آسيا 2007
و قد سجل هدف في مرمى منتخب اليابان لكرة القدم.

## روابط خارجية
- جون ألويسي على موقع الاتحاد الدولي (مؤرشف)  (الإنجليزية)
- جون ألويسي على موقع قاعدة بيانات كرة القدم.إي يو (الإنجليزية)
- جون ألويسي على موقع ناشيونال فوتبول تيمز (الإنجليزية)
- جون ألويسي على موقع Soccerbase.com (لاعب) (الإنجليزية)
- جون ألويسي على موقع عالم كرة القدم.نت (الإنجليزية)
- جون ألويسي على موقع كووورة
- جون ألويسي على موقع أوليمبيديا (الإنجليزية)
- جون ألويسي على موقع اللجنة الأولمبية الأسترالية (الإنجليزية)